# Mézères
Mézères ist eine französische Gemeinde mit 167 Einwohnern (Stand: 1. Januar 2022) im Département Haute-Loire in der Region Auvergne-Rhône-Alpes. Sie gehört zum Arrondissement Le Puy-en-Velay und zum Kanton Emblavez-et-Meygal. Die Einwohner werden Mézèrois genannt.

## Geographie
Mézères liegt etwa 16 Kilometer nordnordöstlich von Le Puy-en-Velay im Zentralmassiv.

### Nachbargemeinden
Die Nachbargemeinden von Mézères sind Retournac im Norden, Saint-Julien-du-Pinet im Osten und Südosten, Rosières im Süden und Westen sowie Chamalières-sur-Loire im Westen und Nordwesten.

## Bevölkerungsentwicklung
| Jahr                       | 1962 | 1968 | 1975 | 1982 | 1990 | 1999 | 2006 | 2012 | 2020 |
| Einwohner                  | 173  | 164  | 124  | 105  | 101  | 102  | 151  | 159  | 146  |
| Quellen: Cassini und INSEE |      |      |      |      |      |      |      |      |      |

## Sehenswürdigkeiten
- Romanische Kirche Saint-Marcel
- Reste der Burg Mézères aus dem 11. Jahrhundert
- Schloss aus dem 15./16. Jahrhundert

|  |